# Blegny
Blegny (before 2001: Blégny) là một đô thị ở tỉnh Liège. Tại thời điểm ngày 1 tháng 1 năm 2006, Blegny có tổng dân số 12.799. Tổng diện tích là 26,07 km² với mật độ dân số 491 người trên mỗi km².